# Jesuit Joe
Pour plus de détails, voir Fiche technique et Distribution.
Jesuit Joe est un film français réalisé par Olivier Austen sorti en 1991, inspiré de l'œuvre en bande dessinée (1980) et du roman (1990) créés par Hugo Pratt.

## Synopsis
Jesuit Joe est un indien métis arborant l'uniforme volé à un officier de la police montée canadienne. Pour lui, il n'y a qu'une justice : la sienne. Jesuit Joe a une vengeance à accomplir et rien ni personne ne le détournera de son chemin...

## Fiche technique
- Le film n'est pas seulement inspiré de la BD. Il s'agit en fait d'un triptyque composé du film, de la BD et d'un roman. Les 3 relatent la même histoire mais avec des points de vue légèrement different. Les trois supports sont complémentaires.
- Titre : Jesuit Joe
- Réalisation : Olivier Austen
- Scénario : Ron Base, Olivier Austen et Hugo Pratt
- Histoire : Hugo Pratt
- Producteur : Joe H. Jaizz
- Producteur exécutif : Jean-Jacques Grimbalt et Aziz Ojjeh
- Directeur de production : Bernard Grenet et Les Kimber (Canada)
- Musique : Erik Armand
- Photographie : Éric Dumage
- Montage : Marie Castro Brechignac
- Concepteurs des décors : Dan Weil
- Directeur artistique : Dan Weil
- Décors : Andrea French
- Costumes : Mimi Lempicka
- Société de production : Duckster Productions S.A.R.L. - Ciné Cinq - Canal+
- Société de distribution : A.F.M.D.
- Pays de production :  France
- Langue : anglais
- Formats : 1.85 : 1 | Couleur Technicolor | 35 mm
- Son : Dolby Stereo
- Genre : western
- Durée : 90 minutes
- Date de sortie : 6 novembre 1991